# Ievgueni Sokolov
Ievgueni Sokolov (en rus Евгений Соколов) (Moscou, 11 de juny de 1984) és un ciclista rus, professional des del 2005 fins al 2010.

## Palmarès
- 2006
  -  Campió de Rússia sub-23 en ruta
  - Vencedor d'una etapa al Circuit de Saône-et-Loire
  - Vencedor d'una etapa a la Volta al Bidasoa
- 2007
  - 1r al Bordeus-Saintes i vencedor d'una etapa
  - 1r al Classic Sud Ardèche
  - 1r a la Chrono de Sainte-Menehould
- 2009
  - Vencedor d'una etapa a la Tropicale Amissa Bongo

### Resultats al Giro d'Itàlia
- 2009. 169è de la Classificació general